# XVII Premis Cinematogràfics José María Forqué
La cerimònia dels XVII Premis Cinematogràfics José María Forqué es va celebrar al Palau de Congressos de Madrid el 23 de gener de 2012. Es tracta d'uns guardons atorgats anualment des de 1996 per l'EGEDA com a reconeixement a les millors produccions cinematogràfiques espanyoles pels seus valors tècnics i artístics produïdes entre l'1 de gener i el 31 de desembre de 2011.
La gala fou presentada pels actors Alex O'Dogherty, Pablo Puyol i María Blanco dirigida per Juan Estelrich Revesz i retransmesa per La 1. A la cerimònia hi va estar present el ministre de cultura espanyol, José Ignacio Wert, qui va anticipar idees sobre la Llei del Mecenatge. També hi va actuar Santiago Segura cantant New York, New York.

## Nominacions i premis
Els nominats i guanyadors d'aquesta edició foren: 
| Millor pel·lícula                                                                                                 | Millor documental o animació                                                                               |
| --- | --- |
| - No habrá paz para los malvados - Balada triste de trompeta - La voz dormida - La piel que habito - Primos       | - Chico i Rita de Fernando Trueba i Xavier Mariscal                                                        |
| Millor actor | Millor actriu                                                                                              |
| - José Coronado per No habrá paz para los malvados - Javier Bardem per Biutiful - Luis Tosar per Mientras duermes | - Elena Anaya per La piel que habito - María León per La voz dormida - Pilar López de Ayala per Medianeras |
| Medalla d'honor                                                                                                   | |
| Fernando Trueba                                                                                                   | |